# Thể hình tại Đại hội Thể thao Đông Nam Á 2021
Thể hình là một trong những môn thể thao tranh tài tại Đại hội Thể thao Đông Nam Á 2021 ở Việt Nam, được tổ chức từ ngày 13 đến 15 tháng 5 năm 2022 (vì tình hình Đại dịch COVID-19 lúc đó diễn biến rất phức tạp tại các quốc gia Đông Nam Á), tại Trung tâm Huấn và Thi đấu Thể dục thể thao ở thủ đô Hà Nội.
Môn thể hình tại Đại hội Thể thao Đông Nam Á 2021 có 10 nội dung. Trong đó, nam có 8 nội dung gồm tthể hình nam: hạng cân đến 55kg; đến 60kg; đến 65kg; đến 70kg; đến 75kg; đến 80kg, đến 85kg và cổ điển nam hạng cân mở; nữ có 1 nội dung là thể hình nữ hạng cân mở; đôi nam nữ có 1 nội dung là thể hình đôi nam nữ hạng cân mở.

## Địa điểm
| Hà Nội                                                  |
| ------------------------------------------------------- |
| Trung tâm Huấn luyện và Thi đấu Thể dục thể thao Hà Nội |
| Sức chứa: 1.111                                         |

## Các quốc gia tham dự
Tổng cộng có hơn 6 quốc gia tham dự (số lượng vận động viên được ghi trong ngoặc đơn).
- Campuchia (4)[4]
- Indonesia
- Malaysia
- Myanmar
- Thái Lan
- Việt Nam

## Chương trình thi đấu
Môn thể hình thi đấu từ ngày 13 đến 15 tháng 05 năm 2021, với lịch thi đấu cụ thể như sau:
| Ngày        | Thời gian     | Nội dung |
| ----------- | ------------- | --- |
| 13 tháng 05 | 14:00 - 18:00 | Thi đấu vòng loại, bán kết, chung kết và trao thưởng các nội dung thể hình nam hạng cân đến 55kg, đến 60kg, đến 65kg |
| 13 tháng 05 | 18:00 -19:00  | Trao Huy Chương |
| 14 tháng 05 | 14:00 - 18:00 | Thi đấu vòng loại, bán kết, chung kết và trao thưởng các nội dung thể hình nam hạng cân 70kg, 75kg, 80kg và 85kg     |
| 14 tháng 05 | 18:00 -19:00  | Trao Huy Chương |
| 15 tháng 05 | 14:00 - 18:00 | Thi đấu vòng loại, bán kết, chung kết và trao thưởng các nội dung cổ điển nam, thể hình nữ và thể hình đôi nam nữ    |
| 15 tháng 05 | 18:00 -19:00  | Trao Huy Chương |

## Danh sách huy chương
| Nội dung                             | Vàng                                                 | Bạc                                                         | Đồng                                                   |
| ------------------------------------ | ---------------------------------------------------- | ----------------------------------------------------------- | ------------------------------------------------------ |
| Giải thể hình nam hạng cân đến 55kg  | Phạm Văn Mách · Việt Nam                             | Azri Asmat Sefri · Malaysia                                 | Kyaw Min Than · Myanmar                                |
| Giải thể hình nam hạng cân đến 60kg  | Jiraphan Pongkam · Thái Lan                          | Phạm Văn Phước · Việt Nam                                   | Kasem Rattanaporn · Thái Lan                           |
| Giải thể hình nam hạng cân đến 65kg  | Đặng Thanh Tùng · Việt Nam                           | Pongsiri Prommachan · Thái Lan                              | Malvern Abdullah · Malaysia                            |
| Giải thể hình nam hạng cân đến 70kg  | Ye Htun Naung · Myanmar                              | Buda Anak Anchah · Malaysia                                 | Sisomphou Phouthsavanh · Lào                           |
| Giải thể hình nam hạng cân đến 75kg  | Trần Hoàng Duy Thuận · Việt Nam                      | Zmarul Al Adam Pulutan Abdullah · Malaysia                  | Singthong Wichai · Thái Lan                            |
| Giải thể hình nam hạng cân đến 80kg  | Sukthong Ekkaphon · Thái Lan                         | Min Zaw Oo · Myanmar                                        | Zainal Arif Zainal Arifin · Malaysia                   |
| Giải thể hình nam hạng cân đến 85kg  | Aphichai Wandee · Thái Lan                           | Khin Mg Kyaw · Myanmar                                      | Muhammad Uzair Mat Noor · Malaysia                     |
| Giải cổ điển nam hạng cân mở         | Mohd Syarul Azman Mahen Abdullah · Malaysia          | Nguyễn Minh Tiến · Việt Nam                                 | Pong Pala · Thái Lan                                   |
| Giải thể hình nữ hạng cân mở         | Đinh Kim Loan · Việt Nam                             | Jiratha Chuthanichaka · Thái Lan                            | Bùi Thị Thoa · Việt Nam                                |
| Giải thể hình đôi nam nữ hạng cân mở | Việt Nam (VIE) · Trần Hoàng Duy Thuận · Bùi Thị Thoa | Thái Lan (THA) · Wanchai Kanjanapimine · Siriporn Sornchuay | Malaysia (MAS) · Malvern Abdullah · Shelen Aderina Kok |

## Bảng tổng sắp huy chương
| Hạng               | Đoàn               | Vàng | Bạc | Đồng | Tổng số |
| ------------------ | ------------------ | ---- | --- | ---- | ------- |
| 1                  | Việt Nam (VIE)     | 5    | 2   | 1    | 8       |
| 2                  | Thái Lan (THA)     | 3    | 3   | 3    | 9       |
| 3                  | Malaysia (MAS)     | 1    | 3   | 4    | 8       |
| 4                  | Myanmar (MYA)      | 1    | 2   | 1    | 4       |
| 5                  | Lào (LAO)          | 0    | 0   | 1    | 1       |
| Tổng số (5 đơn vị) | Tổng số (5 đơn vị) | 10   | 10  | 10   | 30      |